# セネガル女性博物館

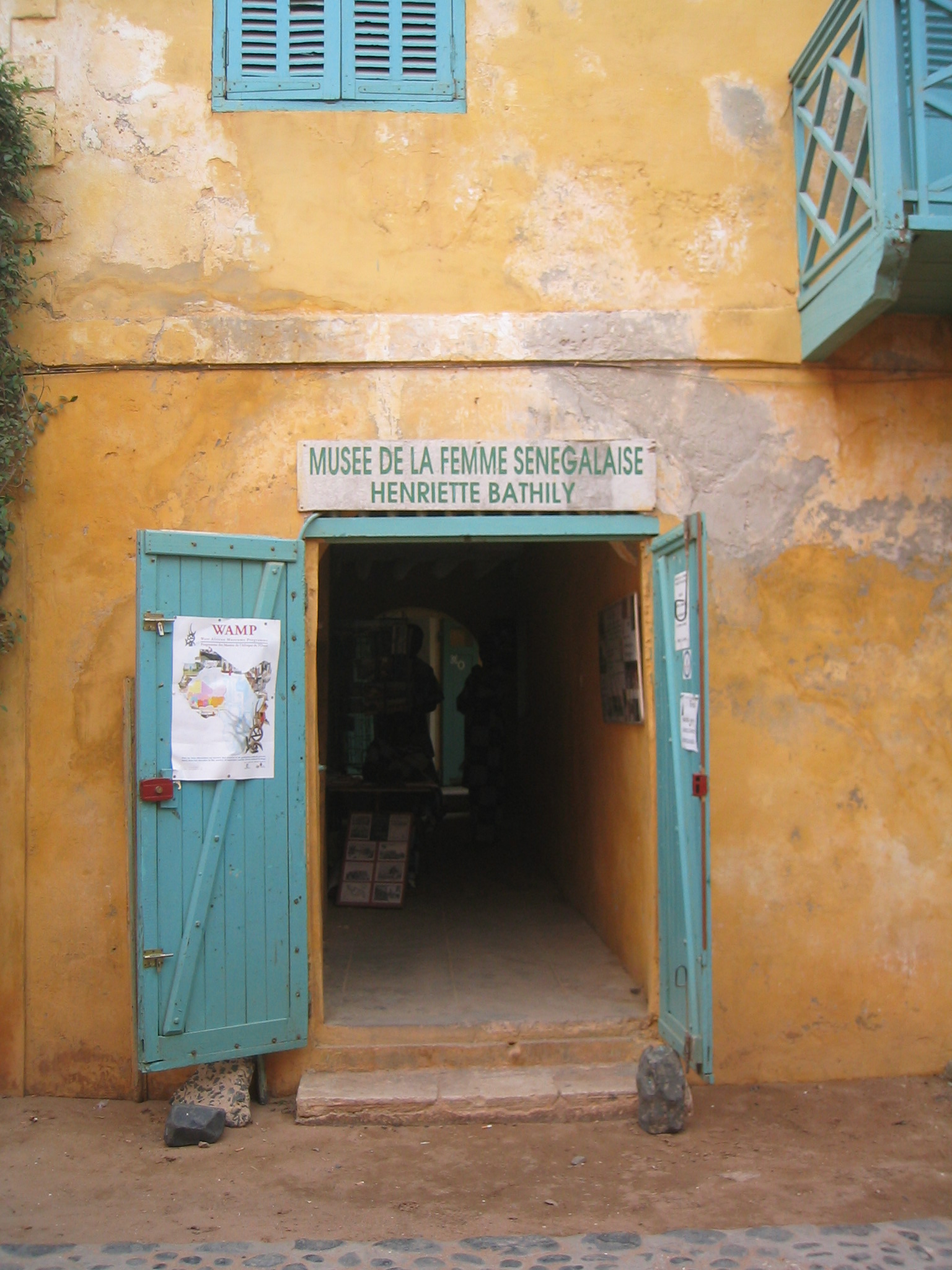
女性博物館の入口

アンリエット・バティリ・セネガル女性博物館(Musée de la Femme Henriette-Bathily)は、セネガル共和国ダカール市のゴレ島にある博物館。奴隷の家の向かいに位置している。1987年より、セネガルの映画監督ウスマン・ウィリアム・ンバイによって構想され、1994年にアネット・ンバイ・デルヌヴィルの指揮のもと、開設された。

## 所蔵物
博物館の建物は、裕福なシニャールであったヴィクトリア・アルビの邸宅として、1777年に建造されたもので、その中には、生活用品、農具、楽器、陶器、かご製品、セネガルの女性の日常生活を写した写真などが展示されている。また、アミナタ・ソウ・ファールといった、セネガルの女性解放運動に貢献した人物も紹介されている。

## 活動
博物館にはアトリエが設置されており、島の女性の識字教育や手工芸活動を行っている。